# Brandnertal

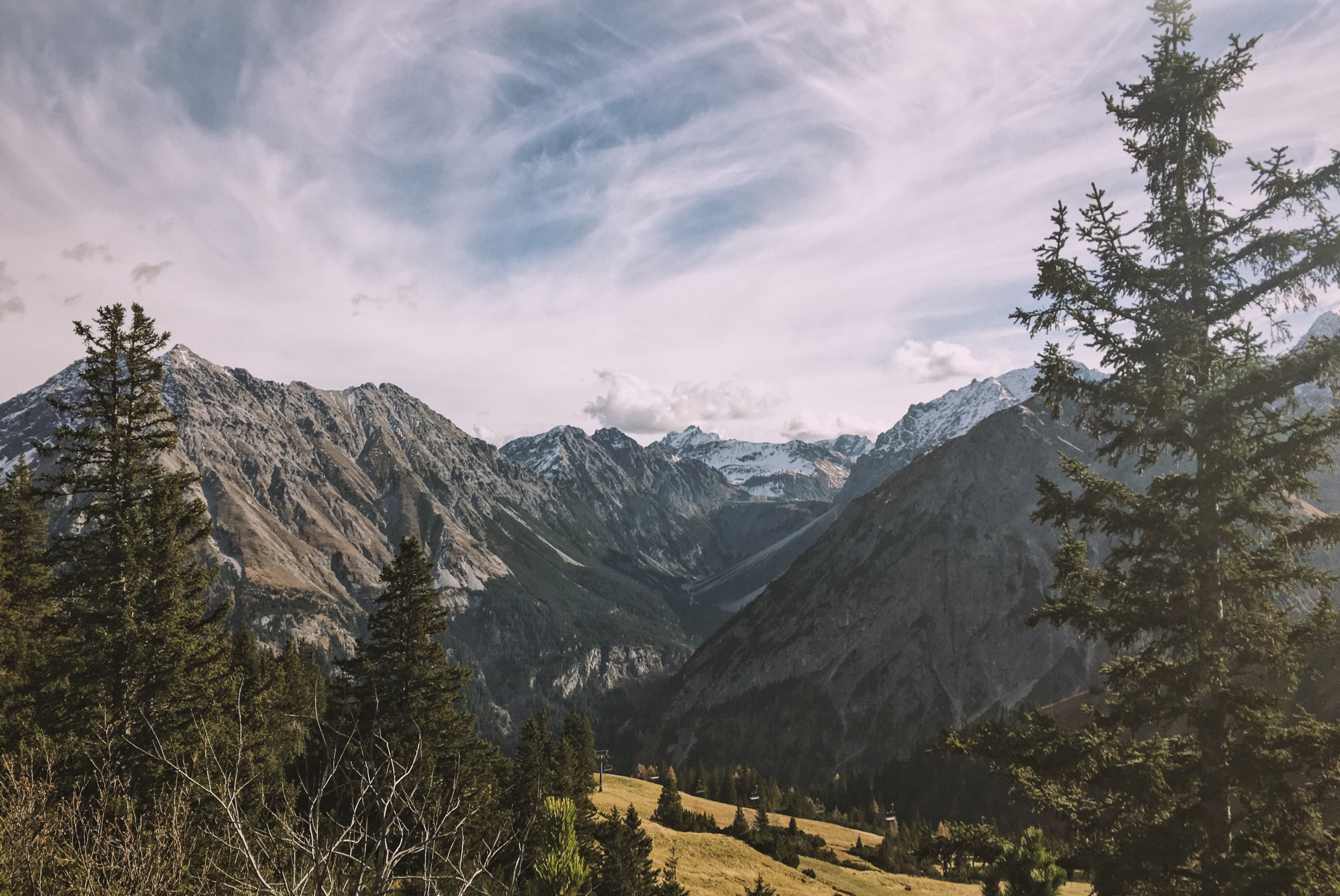
Vista sulla Brandnertal

La Brandnertal (in italiano: Valle di Brand) è una valle situata nella provincia austriaca del Vorarlberg (Austria), nota come stazione sciistica che prende il nome dalla valle stessa.

## Geografia fisica
La Brandnertal si trova nella parte meridionale del Vorarlberg, all'estremo ovest dell'Austria, nelle vicinanze della Svizzera, del Principato del Liechtenstein e della Germania. 
La lunghezza della valle è di 13 km. Per tutta la sua lunghezza è molto stretta, si allarga solo leggermente nella zona di insediamento di Brand.

La struttura geologica del Brandnertal è varia. Vi si trovano rocce sedimentarie dei periodi Triassico, Giurassico e Cretaceo. Questa valle inizia dalla città di Bludenz, poi da Bürs la valle sale, passando per Bürserberg e Brand, che si trovano ad un'altitudine di più di 1.000 m. Il massiccio Schesaplana e il lago Lünersee, che si trova ai piedi della cima più alta della Catena del Reticone, formano la fine della valle.

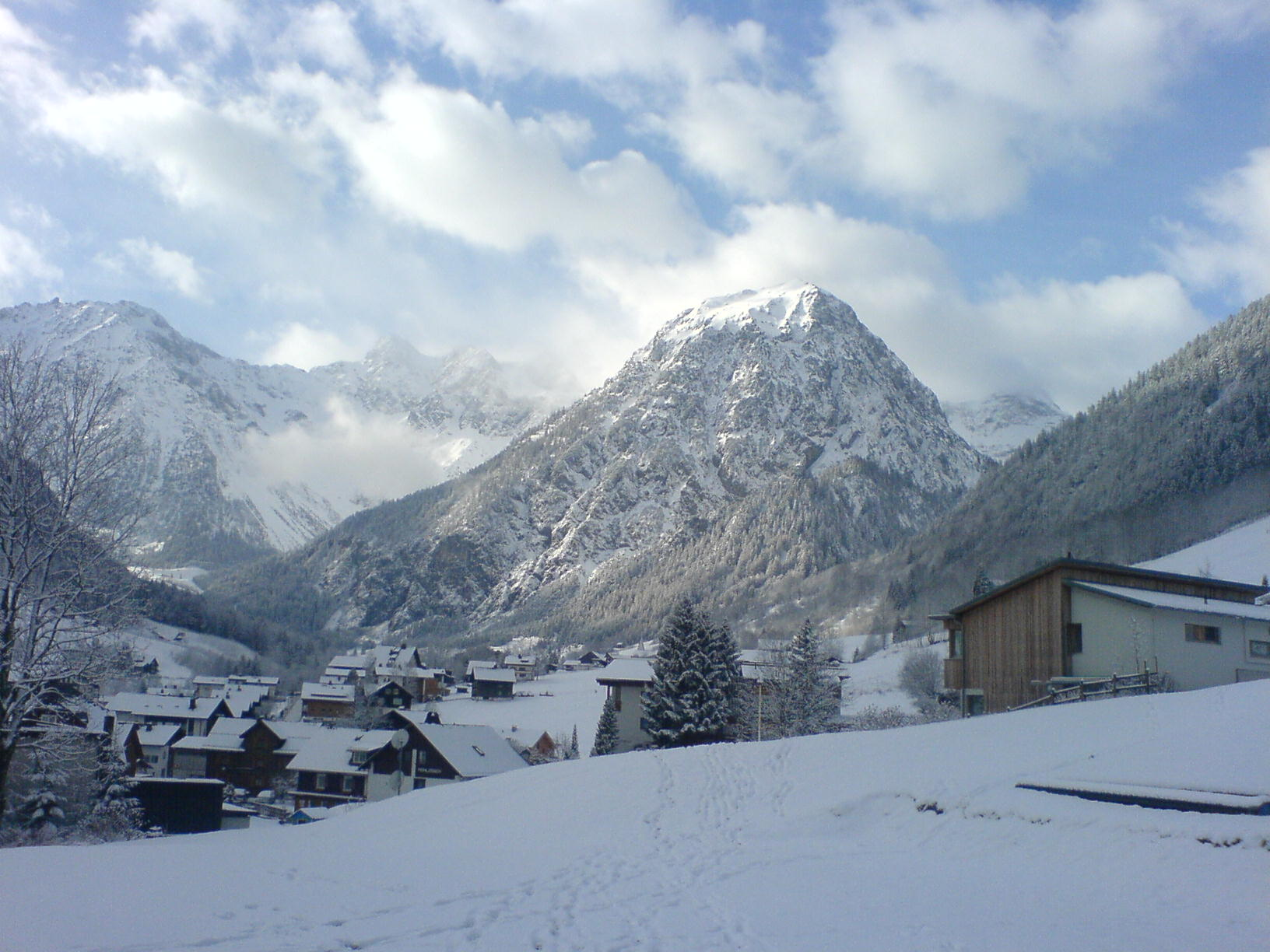
Il comune di Brand nel Vorarlberg

La valle è attraversata dal fiume Alvier, che scorre nella parte inferiore attraverso la romantica gola Bürserschlucht e alla quale si può accedere tramite un sentiero escursionistico.

## Geografia antropica

### Comuni
Il comune Bürs (555–2643 m) si trova all'entrata della Brandnertal, di fronte a Bludenz, a un'altitudine da 555 m fino a 2643 m s.l.m.
Segue il comune Bürserberg (871 m) a circa 5km di distanza da Bürs, un insediamento collinare diviso in diverse terrazze che si estende sulle pendici delle montagne Tschenglarückens, Loischkopf e Taleukopf.
Il terzo comune della Brandnertal è Brand situato a circa 10 km di distanza da Bürs, a un'altitudine di 1.037 metri sul fiume Alvier.

## Storia
Non si sa quando i primi coloni si stabilirono nella valle. Si presume che prima dell'arrivo dei Walser, contadini romani utilizzavano alcune parti della valle almeno in estate.
Riguardo agli insediamenti di Brand, verso la fine del XIII secolo, i vallesani dell'alta valle del Rodano hanno dissodato e colonizzato alcune valli di montagna.

## Economia

### Turismo
Il comune di Brand accoglie circa 160.000 visitatori in inverno e 105.000 in estate.
Le attività turistiche estive nella regione includono escursioni, mountain bike (corsi di freeride e downhill), tennis, equitazione, pesca, golf, tiro con l'arco, arrampicata (parco di arrampicata Brandnertal, giardino di arrampicata Lünsee), trail riding e tour in Segway. Il turismo invernale comprende sci, sci di fondo, arrampicata su ghiaccio ed escursioni. Ci sono piste di slittino e piste di ghiaccio naturali.
La Brandnertal offre 65 chilometri di piste da sci con 3 diverse discese e 13 impianti di risalita. Da Brand si possono inoltre prendere cabinovie panoramiche.

## Cultura

### Museo di storia locale Paarhof Buacher
Negli anni 1991-1993, la fattoria "Paarhof Buacher" fu trasferita dal quartiere Tschapina in una proprietà nel centro del villaggio. Una casa della cultura Walser, risalente a più di 300 anni, dà un'idea dell'antico modo di vivere e lavorare dei contadini di montagna.

### Walserensemble di Brand
Gli architetti Bruno Spagolla e Wolfgang Ritsch hanno ricreato uno speciale spaccato architettonico Walser sulla piazza della chiesa. Vi si trova la chiesa parrocchiale Mariä Himmelfahrt, ampliata da Leo Kaufmann, la canonica adiacente, un edificio scolastico, una stalla e una tipica abitazione Walser. La scuola è stata adattata per ospitare mostre e seminari. Sul lato anteriore è stato creato un palcoscenico sul quale l'orchestra in tipico costume popolare di Brand si esibisce in piacevoli concerti.

## Sport

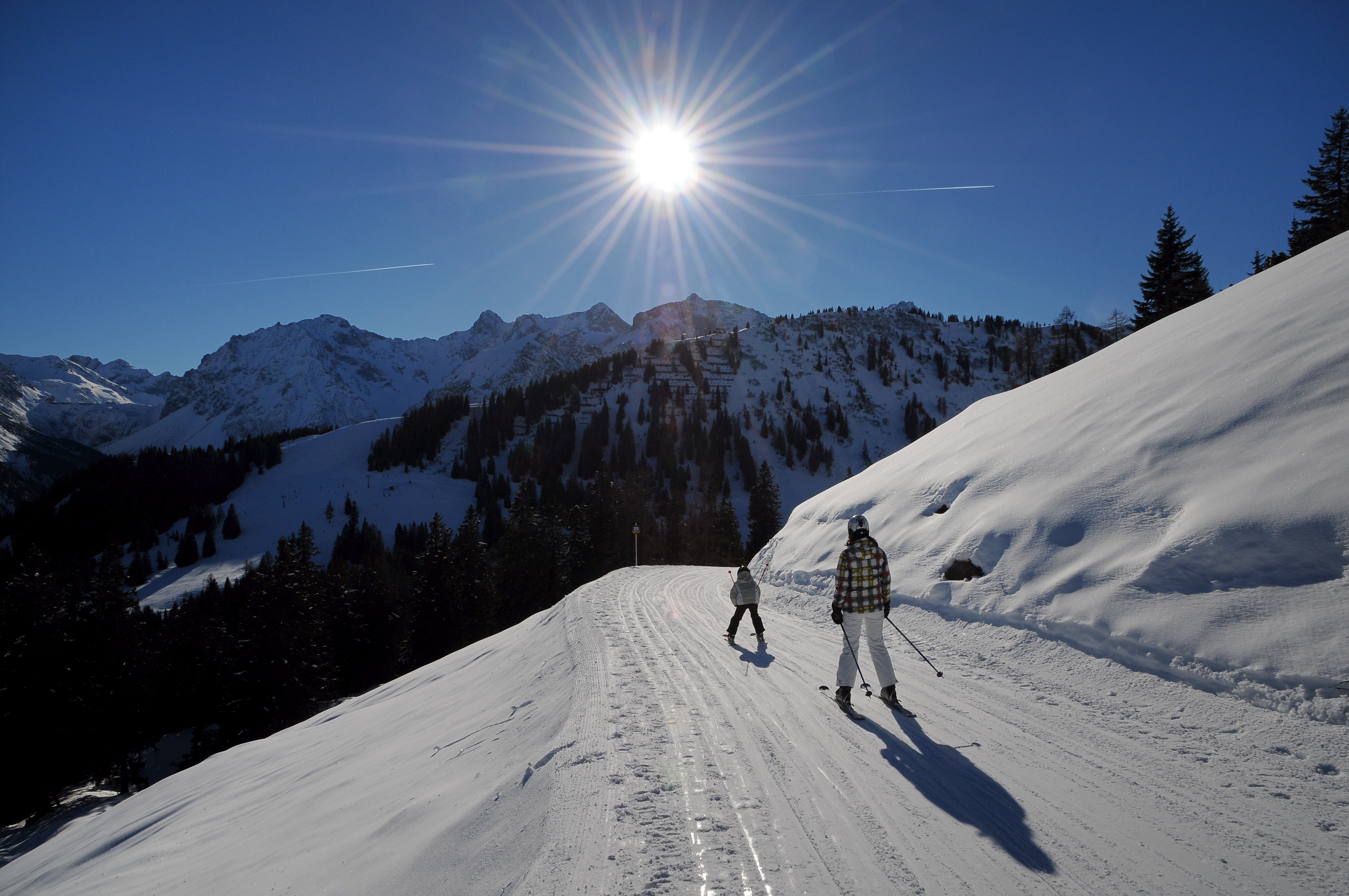
Sul Parpfienzweg della Schesaplana (sentiero che collega le aree sciistiche della Brandnertal e di Bürserberg), il panorama si apre sul Reticone con vista sul Lünersee.

Gli inizi dello sci a Brand risalgono a molto tempo fa. L'ultimo dell'anno 1900, i pionieri dello sci (Viktor Sohm con i compagni) scalarono la Schesaplana. Durante la prima guerra mondiale, i soldati equipaggiati con gli sci hanno qui prestato servizio. Nel 1928, venne fondato il club degli sport invernali Brand.
Nel 1932 Brand ricevette una scuola di sci, dove l'insegnamento era basato sulla "Scuola di Arlberg". Nel 1949-50, fu costruito sul Niggenkopf il primo aiuto per la salita, una piccola funivia a cabina. Nei decenni successivi furono aggiunti altri impianti di risalita, seggiovie e funivie.
La Brandnertal ha 64,4 chilometri di piste (inclusi i percorsi di sci) con 3 piste a valle e 13 impianti di risalita.

### Impianti di risalita
Il comprensorio sciistico Brandnertal-Brand/Bürserberg si trova nella Alpenregion Bludenz e si trova ad un'altitudine tra i 904 e i 2.000 m.
| Nome                        | Tipo                             | Capienza (persone) | Anno di costruzione | Costruttore | Altitudine stazione a valle | Altitudine stazione in monte | Lunghezza | Capacità [persone/ora] | Tempo della corsa | periodo invernale                   |
| --------------------------- | -------------------------------- | ------------------ | ------------------- | ----------- | --------------------------- | ---------------------------- | --------- | ---------------------- | ----------------- | ----------------------------------- |
| Panoramabahn Burtschasattel | Cabinovia panoramica             | 60                 | 2007                | Steurer     | 1404 m                      | 1673 m                       | 1564 m    | 800                    | ca. 2:30 min      | in servizio                         |
| Bürserbergbahn              | Telecabina                       | 10                 | in progettazione    | -           | 914 m                       | 1200 m                       | 1120 m    | 2400                   | ca. 3:30 min      | -                                   |
| Loischkopfbahn              | Telecabina                       | 10                 | in progettazione    | -           | 1170 m                      | 1860 m                       | 1800 m    | 2400                   | ca. 5:30 min      | -                                   |
| Palüdbahn                   | Telecabina                       | 8                  | 2010                | Doppelmayr  | 1070 m                      | 1608 m                       | 1604 m    | 1430                   | ca. 4:50 min      | in servizio                         |
| Dorfbahn Brand              | Telecabina                       | 8                  | 2007                | Doppelmayr  | 1011 m                      | 1402 m                       | 1120 m    | 2400                   | ca, 3:30 min      | in servizio                         |
| Glattjochbahn               | Seggiovia ad alta velocità       | 6                  | 1999                | Doppelmayr  | 1601 m                      | 1976 m                       | 1878 m    | 2400                   | ca. 6:50 min      | in servizio                         |
| Gulmabahn                   | Seggiovia ad alta velocità       | 6                  | 1998                | Doppelmayr  | 1401 m                      | 1799 m                       | 1219 m    | 2019                   | ca. 4:30 min      | in servizio                         |
| Einhornbahn II              | Seggiovia ad agganciamento fisso | 4                  | 1999                | Doppelmayr  | 1168 m                      | 1473 m                       | 1088 m    | 1600                   | ca. 10 min        | viene sostituita da: Loischkopfbahn |
| Loischkopf                  | Seggiovia ad agganciamento fisso | 2                  | 1996                | Doppelmayr  | -                           | -                            | 927 m     | 1427                   | ca. 8:30 min      | viene sostituita da: Loischkopfbahn |
| Niggenkopfbahn II           | Seggiovia ad agganciamento fisso | 2                  | 1976                | Doppelmayr  | 1273 m                      | 1596 m                       | 744 m     | 1440                   | ca. 6:50 min      | in servizio                         |
| Einhornbahn I               | Seggiovia ad agganciamento fisso | 2                  | 1972                | Steurer     | 914 m                       | 1200 m                       | 1120 m    | 900                    | ca. 10 min        | viene sostituita da: Bürserbergbahn |
| Faregg Lift                 | Skilift con T-bar                | 1                  | 1998                | Doppelmayr  | -                           | -                            | 384 m     | 1200                   | ca. 3:30 min      | in servizio                         |
| Tschenglalift               | Skilift con T-bar                | 1                  | 1981                | Doppelmayr  | 1299 m                      | 1329 m                       | 516 m     | 1024                   | ca. 4:40 min      | viene sostituita da: Loischkopfbahn |
| Schedlerhoflift             | Skilift con T-bar                | 1                  | -                   | Doppelmayr  | 1000 m                      | 1074 m                       | 280 m     | 923                    | ca. 2:30 min      | in servizio                         |
| Tannlegerlift               | Skilift a piattello              | 1                  |                     | Doppelmayr  | -                           | -                            | 250 m     | 700                    | ca. 2:20 min      | in servizio                         |
| Melkbodenlift               | Skilift a piattello              | 1                  | -                   | Doppelmayr  | -                           | -                            | 286 m     | 700                    | ca. 2:40 min      | in servizio                         |
| Förderband                  | Tapis roulant                    |                    | 2013                | Sunkid      | 1609 m                      | 1614 m                       | 50 m      | 1500                   | ca. 1:20 min      | in servizio                         |

### Escursionismo
Alcuni percorsi escursionistici:
| Nome                                          | Lunghezza | Dislivello | Grado di difficoltà | Durata |
| --------------------------------------------- | --------- | ---------- | ------------------- | ------ |
| Zum Kesselfall / Brand                        | 2,6 km    | 102 m      | facile              | 1:30 h |
| Rifugio Schattenlagant / Brand                | 7,7 km    | 421 m      | facile              | 2:45 h |
| Gole di Bürs (Bürser Schlucht) / Bürs         | 4,8 km    | 220 m      | facile              | 2:00 h |
| ”Biotop Schloss Rosenegg” / Bürs              | 2,8 km    | 71 m       | facile              | 1:30 h |
| Alpe inferiore Brüggele / Brand               | 6,9 km    | 410 m      | facile              | 2:30 h |
| Schesamurbruch-Tschengla / Bürserberg         | 9,7 km    | 598 m      | facile              | 3:30 h |
| Cassacate ”Ausserberg” / Bürserberg           | 4,9 km    | 127 m      | facile              | 1:15 h |
| Hinterburgweg-Letschaweg / Bürs               | 5,8 km    | 53 m       | facile              | 1:30 h |
| Alpe Rona / Bürserberg                        | 1,1 km    | 26 m       | facile              | 0:30 h |
| Lungo il torrente Alvier / Brand              | 4,8 km    | 120 m      | facile              | 1:30 h |
| Parpfien / Brand                              | 4 km      | 174 m      | facile              | 1:30 h |
| Illweg / Bürs                                 | 4,7 km    | 12 m       | facile              | 1:15 h |
| Brand – Lünersee – Totalp Hütte / Brand       | 7,4 km    | 1093 m     | medio               | 3:30 h |
| Bürserberg-Ausserberg / Bürserberg            | 5,7 km    | 196 m      | facile              | 2:0 h  |
| Schaftobel / Bürserberg                       | 4,6 km    | 141 m      | facile              | 1:00 h |
| Valle Sarotla – rifugio Sarotla / Brandnertal | 11 km     | 773 m      | medio               | 4:00 h |
| Lünersee / Brand                              | 6,1 km    | 110 m      | facile              | 2:00 h |
| Furkla-Höhenweg / Bürserberg                  | 10,8 km   | 317 m      | facile              | 3:15 h |
| Bürserberg – Zugs / Bürserberg                | 3,3 km    | 102 m      | facile              | 1:00 h |
| Mottakopfweg / Bürserberg                     | 4,6 km    | 136 m      | facile              | 1:30 h |

### Alpinismo
Alcuni percorsi alpinistici:
| Nome                                                                 | Lunghezza | Dislivello | Grafo di difficoltà | Durata |
| -------------------------------------------------------------------- | --------- | ---------- | ------------------- | ------ |
| Rifugio Heinrich-Hueter / Brand                                      | 9,4 km    | 610 m      | medio               | 4:30 h |
| Dal Lünersee al rifugio Lindauer Hütte / Brand – Latschau/Tschagguns | 22,9 km   | 1437 m     | medio               | 8:45 h |
| Brand – Amatschonjoch – Nenzinger Himmel / Brand                     | 21,4 km   | 1457 m     | medio               | 9:00 h |
| Mondspitze, 1967 m / Bürserberg                                      | 8,4 km    | 741 m      | medio               | 4:30 h |
| Schesaplana (2 giorni) / Brand                                       | 24,7 km   | 2061 m     | difficile           | 9:30 h |
| Schillerkopf, 2006 m / Bürserberg                                    | 8,4 km    | 811 m      | medio               | 4:30 h |
| Da Gamsluggen al rifugio Totalp / Brand                              | 11,7 km   | 680 m      | difficile           | 5:00 h |
| Schesaplana, 2965 m / Brand                                          | 13,2 km   | 1400 m     | difficile           | 6:30 h |
| Mottakopf, 2176 m / Brand                                            | 13,3 km   | 1107 m     | difficile           | 6:00 h |
| Da Zimbajoch al Lünersee / Brand                                     | 16,4 km   | 1924 m     | difficile           | 9:00 h |

### Ciclismo
Alcuni percorsi per MTB:
| Nome                               | Lunghezza | Dislivello | Difficoltà | Durata |
| ---------------------------------- | --------- | ---------- | ---------- | ------ |
| giro del Loischkopf / Bürserberg   | 13,7 km   | 515 m      | facile     | 2:00 h |
| Loischkopf / Brand-Bürserberg-Bürs | 22,8 km   | 1058 m     | medio      | 5:30 h |
| Brand-Bürserberg¨                  | 23,5 km   | 942 m      | facile     | 3:30 h |
| Brand-Bürserberg-Bürs              | 31,1 km   | 1367 m     | difficile  | 6:30 h |
| Bürserberg-Nenzing                 | 36,3 km   | 1362 m     | difficile  | 6:30 h |
| da Bürs a Brand / Bürs-Brand       | 18 km     | 661 m      | medio      | 2:45 h |